# Gymnasium poeticum
Das Gymnasium poeticum wurde 1505 in Regensburg zunächst als städtische Lateinschule gegründet, die auf den Besuch von Universitäten vorbereiten sollte. Erst nach der in Regensburg sehr spät 1542 abgeschlossenen Reformation wurde aus der Lateinschule das städtische, protestantische Gymnasium poeticum, für das später auch ein Alumnat eingerichtet wurde zur Unterbringung auswärtiger Schüler. Als Gegengründung zum protestantischen Gymnasium poeticum entstand bald danach das katholische Jesuitenkolleg St. Paul, obwohl der Magistrat der Stadt versucht hatte, den Bau zu verhindern. Im frühen 19. Jahrhundert, in den 10 Jahren des Fürstentums Regensburg unter dem regierenden Fürsten Karl Theodor von Dalberg, wurde das Jesuitenkolleg zwar umorganisiert, blieb aber als neues, sogenanntes Dalbergsches Lyzeum erhalten.
Als nach 1800 die Stadt Regensburg in das Königreich Bayern eingegliedert wurde, kam man überein, beide religiösen höheren Schulen zu vereinigen. 1811 wurde das protestantische, städtische Gymnasium poeticum mit dem katholischen Dalbergschen Lyzeum zum sog. Paritätisch Vereinigten Gymnasium zusammengeschlossen. Nach dem Umzug in einen Neubau am Ägidienplatz nannte sich das neue Paritätisch Vereinigte Gymnasium zunächst Königlich Bayerisches Gymnasium und später Altes Gymnasium. Die Namensgebung mit dem Begriff Alt verfolgte das Ziel, sich vom inzwischen in der Minoritenstraße neu erbauten städtischen Realgymnasium, das sich zunächst Neues Gymnasium nannte, abzugrenzen. Aus dem Alten Gymnasium am Ägidienplatz als der Nachfolgeschule der beiden vereinigten religiösen Vorgänger-Gymnasien wurde 1962 an einem neuen Standort im äußeren Westen der Stadt das heutige Albertus-Magnus-Gymnasium. Das nach 1800 gegründete städtische Neue Gymnasium wurde 1962 am Standort in der Minoritenstraße umbenannt und nennt sich seitdem Albrecht-Altdorfer-Gymnasium.

## Schwierige Gründungsphase
Bis zum Beginn der Zeit des Renaissance-Humanismus im 16. Jahrhundert lag das höhere Schulwesen ausschließlich in den Händen der Kirche. Wie in anderen Städten hatten sich in dieser Zeit auch in Regensburg in mehreren Stiften und Klöstern Schulen gebildet, deren Niveau teilweise hoch war. Es bestand aber weiterhin eine große Distanz zwischen Kirche und Bürgern. Erst die sich ab 1500 abzeichnenden Erneuerungsbewegungen der Reformation führten zur geistigen Erneuerung und dann zum Machtverfall der Kirche. Das hatte eine Säkularisierung der bestehenden kirchlichen Schulen und Universitäten zur Folge.
In Regensburg begann nach 1500 die Zeit, in der das Bürgertum an Bedeutung gewann und sich deshalb auch mehr Bildung aneignen wollte. Veranlasst vom Rat der Stadt wurde 1505 eine Lateinschule gegründet, deren Entwicklung aber in den Folgejahren durch viele Ereignisse erschwert wurde, die für Regensburg spezifisch waren. Im Jahr 1519 erfolgte in Regensburg die Vertreibung der Juden  verbunden mit der Zerstörung aller Häuser des Judenviertels. Danach begann die außergewöhnliche Wallfahrt zur Schönen Maria, gefolgt von einer die Bevölkerung besonders erregenden Reformationsbewegung und einem heftigen Finanzstreit um den Bau der Neupfarrkirche.
Nach Beruhigung der Lage und nach Einführung der Reformation im Jahr 1542 lag die Festlegung der Rahmenbedingungen für den Schulunterricht in der Zuständigkeit des Rates der Stadt Regensburg, die ihre Bildungspolitik an der Denkschrift von Martin Luther über das kommunale Schulwesen ausrichten wollte. Eingeführt wurde eine strenge städtische Schulordnung und Schulaufsicht (Scholachart). Der Rat der Stadt plante die Anstellung von hochqualifiziertem Leitungs- und Lehrpersonal möglichst aus dem Umfeld des Reformators Luther. Viele von ihnen waren Absolventen von protestantischen Universitäten als Absolventen der besonders wichtigen Fächer Theologie und Philosophie, Geschichte und Mathematik. Großer Wert wurde auch gelegt auf musische Fächer und auf ein Schultheater als Erziehungsmittel.
Das neu gegründete protestantische Gymnasium poeticum wurde zusätzlich konfrontiert mit der Gegengründung einer Jesuitenschule des katholischen Jesuitengymnasiums St. Paul. Die Gründung gelang, obwohl der Rat der Stadt mit allen Mitteln der Behinderung versucht hatte, die Gründung zu verhindern und die Baumaßnahmen zu erschweren.

### Ablauf der Gründung
Als Vorläufer des Gymnasium poeticums wurde 1505 auf Vorschlag von Joseph Grünpeck mit Zustimmung der Reichsstadt Regensburg, die auch die Finanzierung übernahm, eine Lateinschule gegründet. In der von mehreren katholischen Reichsständen geprägten Stadt war diese Schule die erste nicht kirchlich gebundene Schule in Regensburg und sollte auf ein Studium vorbereiten.
Der Initiator Josef Grünpeck war ein unsteter, von Anstellung zu Anstellung wechselnder humanistischer Schriftsteller, der auch im Hofdienst von Kaiser Maximilian I. gestanden und an der Universität Ingolstadt Latein unterrichtet hatte. Er wurde vom Historiker Benno Hubensteiner später bezeichnet als „humanistischer Herumtreiber und eitler Windbeutel, der keinen Schuss Pulver wert ist.“
Die Gründung der Schule verlief jedoch erfolgreich und der Unterricht erfolgte unter einem bürgerlich-humanistischen Vorzeichen. Für das Folgejahr 1506 gewährte die Stadt Grünpeck eine finanzielle Zulage von 5 Gulden auf sein Jahresgehalt von 40 Gulden. Berichtet wird, dass Grünpeck im Laufe des Folgejahres zwar mehrmals die Stadt verließ, jeweils aber wiederkehrte, letztmals allerdings bereits 1508. Über den Schulbetrieb in dieser schwierigen Zeit liegen bis zur Einführung der Reformation in Regensburg 1542 keine weiteren Berichte vor. Heute wird Grünpeck häufig als eine schillernde Persönlichkeit bezeichnet. Trotzdem wurde nach ihm eine Straße in Regensburg benannt.
In den sich anschließenden Jahren im Vorfeld der 1542 in Regensburg eingeführten Reformation kam es zu einem starken Zustrom von Schülern, so dass die Schule einen neuen Standort suchen musste. Der Rat der Stadt entschloss sich, das damals im Vorfeld der Reformation bereits weitgehend von den katholischen Mönchen verlassene Augustinerkloster am Neupfarrplatz als Unterkunft für die Schule zu nutzen. Die im Kloster verbliebenen zwei Mönche des Augustinerordens Georg Doschler und Leonhard Kalmünzer waren der neuen protestantischen Lehre Luthers zugeneigt und übernahmen den Unterricht. Auf Bitten der Stadt schickte Philipp Melanchthon 1530 als Rektor der Schule Andreas Denzel und nach dessen baldigem Tod 1534 Kaspar Naevius aus Chemnitz. Die beiden Augustinermönche, die bis dahin unterrichtet hatten, wurden daraufhin aus dem Augustinerorden ausgeschlossen.
Auch Naevius verblieb nur drei Jahre als Rektor der Schule in Regensburg. Er erhielt als Gehalt 100 Rheinische Gulden im Jahr und zusätzlich Schulgeld von den Schülern. Davon musste er einen Hilfslehrer bezahlen, der mit ihm zusammen drei Klassen unterrichtete.

## Konsolidierungsphase mit Neubau

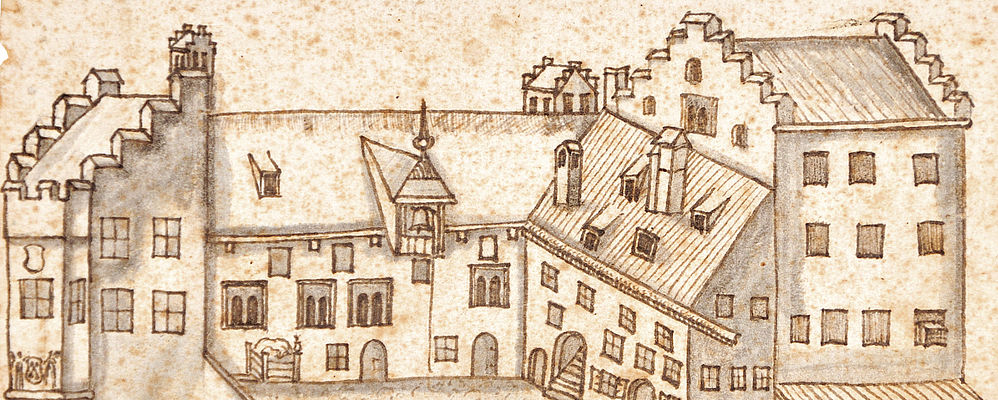
Gymnasium poeticum
um 1570

Die Fortsetzung des Unterrichts der protestantischen Lateinschule im Augustinerkloster führte zu weiteren Protesten des Augustinerordens. 1537 kam es durch Verhandlungen auf höchster politischer Ebene unter Vermittlung des amtierenden Bischofs, des bayerischen Herzogs und des Kaisers zu einer Lösung, die dann 350 Jahre Bestand hatte bis zur Auflösung der Schule 1875. Der Unterricht sollte in den von der Stadt bereits 1531 käuflich erworbenen Gebäudekomplex verlegt werden, der dem ehemaligen kaiserlichen Reichshauptmann Thomas Fuchs von Wallburg gehört hatte und deshalb von der Bevölkerung Fuchssche Behausung genannt wurde. Die geplante neue Nutzung dieser Immobilie, die sich beginnend an der Abzweigung der Straße Am Ölberg von der Gesandtenstraße entlang der Gesandtenstraße bis hin zum heutigen Poetengäßchen erstreckte, machte aber langwierige Umbau- und Neubaumaßnahmen erforderlich. Für die Zeit der Baumaßnahmen wird Hieronymus Haubold als Rektor erwähnt, der die Stadt jedoch bald wieder verließ. Beim Neubau entstand das protestantisch-reichsstädtische Gymnasium poeticum mit einer Wohnung für den Kantor, mit Bibliothek, Theaterraum, Kranken- und Badestube in Gebäuden, die dann bis 1728 unverändert genutzt wurden. Von 1575 bis 1586 war der bedeutende Theologe und Antiquar Johannes Rosinus Konrektor der Schule.
Die Nutzung der neuen Schulgebäude begann 1538 und ab 1542 gab es dort als wesentlichen Teil des neuen Gymnasiums poeticum auch ein Schülerheim zur Unterbringung auswärtiger Schüler, das man Alumneum nannte. Die Unterbringung auswärtiger bedürftiger Schüler wurde mit Stipendien unterstützt. So gründete z. B. der Vater von Christoph Jacob Elsenheimer, Sohn des Besitzers der Burg Prebrunn vor dem westlichen Stadttor von Regensburg, eine Stipendienstiftung mit 30.000 Gulden für das Alumneum.
1655 erfolgten weitere Baumaßnahmen und es entstand das Mittelgebäude mit einem Raum für Schülertheater und Orchester mit ansteigenden Sitzreihen und Bühnenmaschinen.

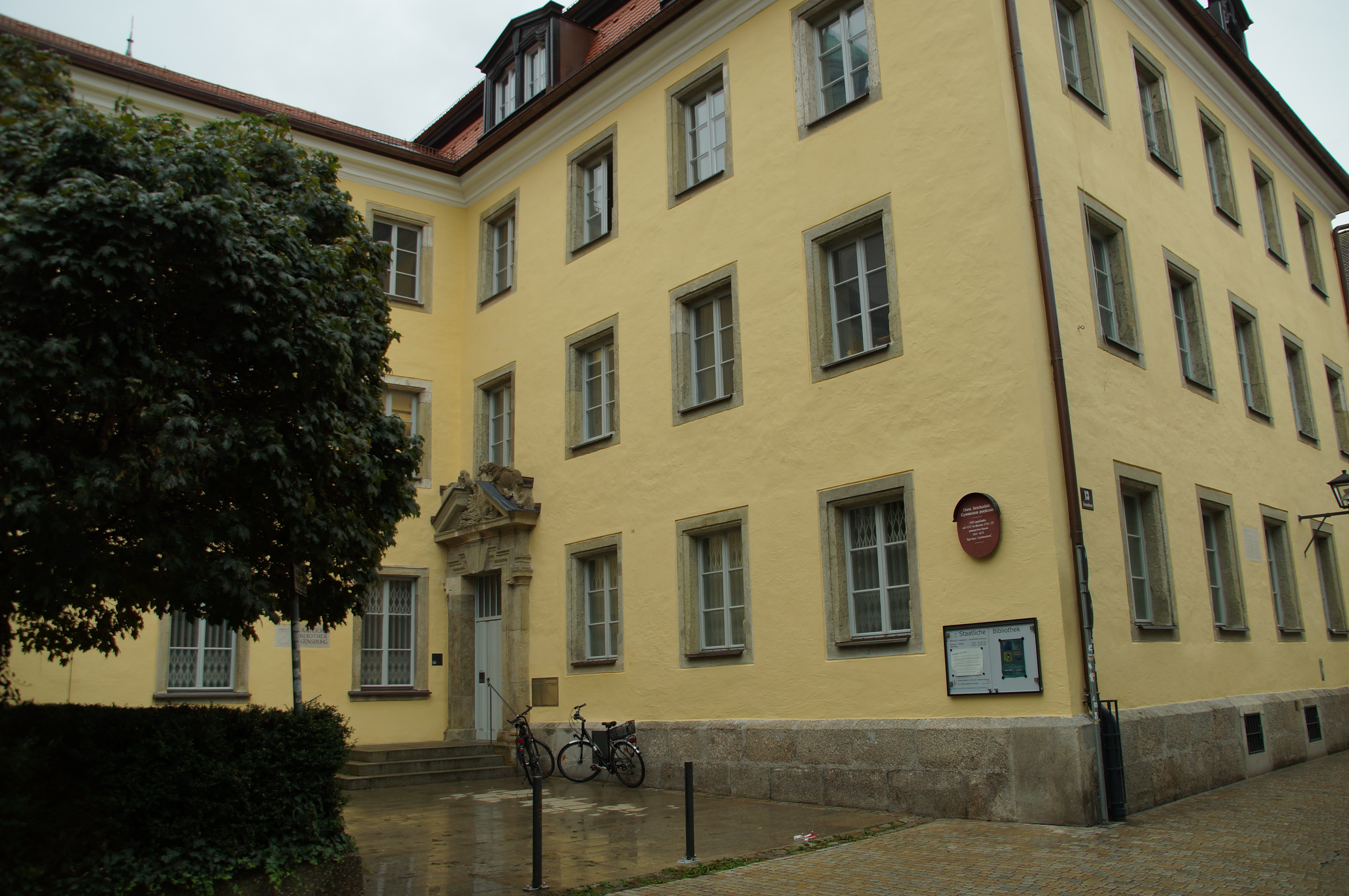
Westliches Gebäude, heute Staatliche Bibliothek

1728 wurde dann ein pompöser Neubau geplant, von dem sich im Stadtmuseum ein Modell erhalten hat. Vom großen geplanten Neubau wurde wegen akuter Baufälligkeit nur der westliche Teil am Poetengäßchen verwirklicht. Im dort entstandenen Gebäude ist heute die Staatliche Bibliothek Regensburg untergebracht. Die über dem Eingang erhaltene Inschrift zeugt noch heute von der ehemaligen Nutzung des Gebäudes:
Musarum Evang. Domicilium

Wohnstatt des Evangelischen Geisteslebens.
Die zunächst weiter bestehenden Internatsgebäude im Osten wurden wegen Baufälligkeit um 1900 abgebrochen. Dort entstand ein vom Architekten German Bestelmeyer entworfener Neorenaissance-Neubau, der in einer gegründeten Stiftung weiterhin bis in die 1960er Jahre als Internat genutzt wurde. Heute ist das Gebäude, das nach wie vor als Alumneum bezeichnet wird, im Besitz der protestantischen Landeskirche Bayern, heißt Haus der protestantischen Kirche und beherbergt verschiedene Einrichtungen der protestantischen Kirche.

## Unterricht und Lehrer
Das Gymnasium poeticum hatte anfänglich drei, später sechs Klassen. Die Schülerzahl in der Frühzeit vor Beginn des Dreißigjährigen Krieges lag bei etwa 200 Schülern, erreichte 1601 mit 266 Schülern ein Maximum und fiel nach dem Krieg deutlich zurück auf ca. 80 Schüler zur Zeit des 18. Jahrhunderts, unter ihnen alle Mitglieder der städtischen Führungsschicht.
Unterrichtet wurden zunächst Religionslehre auf Latein, wobei das Lateinische ab einer bestimmten Stufe Konversationssprache wurde, verbunden mit dem Verbot im gesamten Unterricht die Muttersprache zu benutzen. Weitere Fächer waren Griechisch, Geschichte, Geographie und vereinzelt Naturwissenschaften. Eine hohe Bedeutung hatte der Musikunterricht, der nach Latein die höchste Stundenzahl hatte und auch mit Theateraufführungen verbunden war, die dann auch von Schülern und Lehrern des Jesuitengymnasiums besucht wurden. Das zeigt, dass in der Stadt ein Klima der religiösen Toleranz herrschte, das aber bei religiösen Straßenveranstaltungen nicht immer aufrechterhalten werden konnte. So wurde z. B. beim katholischen Umzug an Fronleichnam oder beim üblichen protestantischen Straßengesang mit provokanten Luther-Texten, die mit Geldsammlungen verbunden war, eher auf Konfrontation gesetzt.
Der Schule seit 1548 angegliedert war eine Bibliothek mit 9300 Bänden, die neben theologisch reformatorischen und humanistischen Inhalten auch juristische und naturwissenschaftliche Themen abbildete. Die Büchersammlung wurde im späten 18. Jahrhundert zum Grundstock der hoch angesehenen Staatlichen Bibliothek Regensburg am Standort des ehemals im gleichen Gebäude betrieben Gymnasiums poeticum.
Der Ruf des Gymnasiums poeticum ging weit über die Grenzen der Stadt hinaus, so dass auch die Söhne des benachbarten Landadels und sogar Kinder aus Franken und Bayern die Schule besuchten und anschließend am kaiserlichen oder am bayerischen Hof tätig wurden, wie es der Historiker Christian Gottlieb Gumpelzhaimer berichtet. Der Rat der Stadt erwies sich auch als sozial großzügig und erlaubte in guten Zeiten bis zu 24 begabten Schülern den kostenlosen Schulbesuch. In besonderen Fällen wurde auch freie Kost und Unterkunft gewährt. Als Gegenleistung mussten diese Stipendiaten beim Kirchengesang als Chorknaben mitwirken.
Schülern, die an einer Universität studieren wollten, mussten eine zweijährige Zusatzausbildung absolvieren, die am Gymnasium poeticum Auditorium genannt wurde und am katholischen Jesuitengymnasium Lyzeum. Während dieser Ausbildungsphase wurden verstärkt Theologie und Philosophie gelehrt und daneben auch Astronomie, Physik und Arithmetik. Unterricht in Philosophie, Poesie und Eloquenz erteilte Hieronymus Osius, der von 1565 bis 1568 als Rektor auch eine Schulordnung verfasste.
Als im Verlauf des Dreißigjährigen Krieges nach der Kapitulation der schwedischen Besatzungstruppen, Regensburg von kaiserlichen Truppen und nicht von bayerischen Truppen besetzt wurde, konnte das Gymnasium als protestantische Schule weiter betrieben werden. Als Rektor fungierte von 1635 bis 1649 Elias Ehinger, der in Augsburg, das von bayerischen Truppen besetzt war, seine Stellung verloren hatte.
Der Rat der Stadt unterstützte das Gymnasium poeticum weiterhin sehr großzügig mit einer perfekt ausgestatteten Bibliothek und mit besonderen Lehrmitteln für Geographie (Globen) und zunehmend auch mit Lehrmaterial für die Naturwissenschaften, nachdem 1776 Johann Philipp Ostertag als Rektor berufen wurde. Als Professor der Philosophie und Mathematik organisierte er den Unterricht im Sinne der Aufklärung, trennte die Fächer Deutsch und Latein, und setzte neue Schwerpunkte im Bereich der Fächer Mathematik, Geographie und Geschichte. Im Fach Naturwissenschaften war er ein leidenschaftlicher Experimentator, der in seiner Rektoratswohnung viele Geräte hinterließ. Aufmerksamkeit erregten auch seine neuen Lehrmethoden, bei denen auf Zwang, Erniedrigungen und Züchtigungen der Schüler verzichtet wurde. Das fand in Regensburg Anerkennung und erhöhte das Ansehen der Schule stark.

## Zusammenschluss zum Vereinigten Paritätischen Gymnasium (1811)
Nach Auflösung des Heiligen Römischen Reichs kam 1810 auch das Fürstentum Regensburg von Karl Theodor von Dalberg an sein Ende. Es folgte die Eingliederung der Stadt Regensburg in das Königreich Bayern und es musste ein geordneter Übergang und eine Vereinigung der beiden religiösen Gymnasien erfolgen, zumal die Gebäude des ehemaligen Jesuitengymnasiums, seit 1773 bischöfliches Gymnasium genannt, 1809 völlig zerstört worden waren. Um den Übergang zu gewährleisten, wurden 1811 unter König Maximilian I. beide Gymnasien zum sogenannten Vereinigten Paritätischen Gymnasium zusammengefasst und verstaatlicht.

## Bekannte Schüler und Lehrer
Schüler
- Johann Pachelbel, Komponist
- Johann Beer, Schriftsteller und Komponist
- Georg Greflinger, Dichter und Chronist
- Franz Volkmar Reinhard, Theologe
- Friedrich Melchior Grimm, Schriftsteller und Diplomat
- Johann Ludwig Prasch, Jurist, Sprachwissenschaftler, Dichter
- Hieronymus Kradenthaller, Organist und Komponist
- Georg Christoph Eimmart, Astronom und Mathematiker
- Georg Serpilius, Theologe und Lieddichter
- Carl Theodor Gemeiner, Jurist und Beamter
- Andreas Pleninger, Organist und Steinätzer
- Karl Christian Hirsch, Pfarrer und Kirchenhistoriker
- Sebastian Carl Christoph Reinhardt, Landschaftsmaler
- Johann Gottlieb Schaeffer, Arzt
- Johann Ulrich Gottlieb von Schäffer, Sohn von Johann Gottlieb und ebenfalls Arzt
- Christian Gottlieb Gumpelzhaimer, Jurist und Historiker
- Georg Gottlieb Plato, Jurist und Historiker
- Georg Friedrich von Müller, Beamter, Diplomat, Mäzen
- Johann Georg Fuchs, Jurist und Beamter
- Christoph August Reichel, Kirchenlieddichter, Geistlicher und Gymnasiallehrer

Lehrer
- Christoph Stoltzenberg, Kantor und Musiklehrer
- Andreas Raselius, Musiklehrer und Komponist
- Elias Ehinger, Rektor
- Hieronymus Haubold, Rektor
- Hieronymus Osius, Rektor
- Georg Wonna, zunächst Schüler, später Lehrer am Gymnasium poeticum
- Thomas Wegelin, Theologe und Hochschullehrer
- Johann Philipp Ostertag, Rektor
- Johannes Rosinus, Prorektor
- Georg Wilhelm Richter, Theologe